# Perkpolder
Perkpolder est un hameau dans la commune néerlandaise de Hulst, en Zélande. Le hameau est situé en Flandre zélandaise, sur l'Escaut occidental.
Le port de Perkpolder a longtemps hébergé le ferry reliant la Flandre zélandaise à Zuid-Beveland, entre Perkpolder et Kruiningen. Avec la réalisation du Tunnel de l'Escaut occidental, cette liaison de ferry a été supprimée ; il n'existe plus qu'une liaison par bac, en saison, pour cyclistes et piétons, vers Hansweert.